# František Fuka
František Fuka (* 9. října 1968 Praha) je český filmový recenzent, překladatel, publicista, hudební skladatel a bývalá výrazná osobnost českého internetu, respektive počítačového světa.

## Biografie
Vystudoval gymnázium Arabská a dva roky studoval na Elektrotechnické fakultě ČVUT, studium nedokončil.
V 80. letech naprogramoval několik her, především „textovek“, pro osmibitové počítače ZX Spectrum, jež mu v komunitě českých uživatelů získaly značnou proslulost. Některé z her vydal jako člen programátorské skupiny Golden Triangle.
Počátkem 90. let se věnoval BBS a internetu. V této době také publikoval tři knihy o počítačových hrách (Počítačové hry I a II, Zenitcentrum 1987, 1988, Hry pro PC, Cybex 1993). ZX Spectrum ale nebyl první počítač, se kterým František Fuka pracoval. Nejprve programoval pro počítač Challenger 1P a ZX80, jeho prvním vlastním počítačem byl Commodore VIC-20. Přezdívku FukSoft poprvé použil ve hře Wurmi pro ZX81. Později si psanou formu přezdívky upravil na Fuxoft.
Od 90. let překládá z angličtiny titulky k jemu blízkým filmům, příležitostně přeložil i několik non-fiction knih souvisejících s filmem (Patrick Robertson: Guinnessova kniha filmových rekordů, Cinema, Beseda 1995 a Star Wars – Obrazová encyklopedie, Egmont 2001).
V letech 1993 až 2008 rovněž přispíval jako externista do časopisu Cinema. Kromě toho publikoval týdenní internetové sloupky FFFilm; od 3. prosince 1997 do 24. června 1998 vycházely na Neviditelném psu, poté přešel na Novinky.cz, kde jako jeden z nejoblíbenějších autorů zůstal i po změně formátu na zpravodajský server v roce 2003. Od února 2007 publikuje FFFilm na vlastní doméně jako nepravidelný blog. Kromě toho spolu s jinými filmovými recenzenty (např. Iva Přivřelová, Jan Škoda, dříve Tomáš Baldýnský, Iva Hejlíčková, či Ondřej Vosmík) vystupoval od roku 2002 v pořadu Odvážné palce na Radiu 1, vždy ve čtvrtek v 18:00. V něm spolu s moderátorem Rádia 1 Sašou Michailidisem diskutují o aktuálních premiérách; závěrečný shrnující verdikt „palec nahoru“ nebo dolů je inspirován televizním pořadem respektovaného amerického kritika Rogera Eberta (ve dvojici s Genem Siskelem a po jeho smrti s Richardem Roeperem). Pořad opustil v roce 2023.
Spolu s Tomášem Baldýnským a Lukášem Vychopeněm založil humoristický server Kompost.cz a po jistou dobu do něj pravidelně přispíval; občas vytvářel i fotomontáže pro server Vesjolyje Kartinki.
Od 80. let skládal hudbu pro své i cizí počítačové hry; tvorbě hudby v počítači se věnuje dosud a příležitostně veřejně vystupuje. Je autorem hudby k filmům I Was a Teenage Intellectual (Byl jsem mladistvým intelektuálem) (kde ztvárnil epizodní roli knihkupce) a Choking Hazard.
Kromě toho Fuka krátce pracoval pro online divizi Bontonu, vytvořil SMS hru xgenGo alias „Nomor“ pro společnost Eurotel (v zásadě textová hra přenesená do mobilního prostředí) a od června 2004 je jedním ze stálých autorů rubriky glos pro server Lupa.cz; píše zejména o problematice internetu z „uživatelského“ a autorsko-právního hlediska.
V roce 2013 oznámil, že pracuje na knize o programovacím jazyku Lua. Tuto knihu doposud nedokončil (k roku 2025).
V roce 2014 byl zažalován za neodůvodněné obohacení ve výši 2200 Kč v souvislosti s prodejem Bitcoinů. Podle svého vlastního líčení situace se stal obětí útoku typu man in the middle. Soud nakonec Fukovi přikázal zaplatit žalující straně 471 Kč plus úroky z prodlení.
V letech 2012 až 2014 byl ženatý s Hanou Hložkovou, houslistkou a koncertní mistryní Plzeňské filharmonie. V dubnu 2020 se podruhé oženil s Ilonou Hrubešovou, absolventkou pedagogické fakulty Západočeské univerzity v Plzni a učitelkou na základní škole. Žije v Praze.
Mezi lety 2005 a 2018 komentoval celkem třináctkrát společně s Tomášem Baldýnským a Sašou Michailidisem přímé přenosy udílení Oscarů. Od roku 2005 do roku 2014 na HBO a od roku 2016 v České televizi, kde komentovali do roku 2018.
V březnu 2015 vybral na crowdfundingovém webu Startovac.cz 171 309 Kč na cestu do japonského hlavního města Tokia (se svou tehdejší přítelkyní Zuzanou Krajíčkovou) a následnou tvorbu filmu z této cesty - cestopisného dokumentu zvaného FUKAFUTOKYU. Cestu do Tokia podnikl s přítelkyní v květnu 2015, ale slíbený film doposud nedokončil (k roku 2025), přestože 1. března 2016 na svém blogu uvedl: „Kdybych nikdy žádné peníze nevybíral, bez větších problémů bych ten film mohl natočit taky, ale líbilo se mi, že když udělám projekt na Startovači, budu mít motivaci, abych musel ten film dokončit a nevykašlal se na to.“

## Hry pro Sinclair ZX Spectrum
- Belegost (společně s Miroslavem Fídlerem)
- Bowling 2000
- Boxing
- F.I.R.E.
- Indiana Jones a Chrám zkázy
- Indiana Jones 2
- Indiana Jones 3
- Jet-Story (společně s Miroslavem Fídlerem)
- Kaboom!
- Planet of Shades (společně s Miroslavem Fídlerem)
- Podraz 3
- Poklad
- Poklad 2
- Tetris 2